# Dinotopterus
Dinotopterus é um género de peixe da família Clariidae.
Este género contém as seguintes espécies:
- Dinotopterus cunningtoni